# Appropriation culturelle

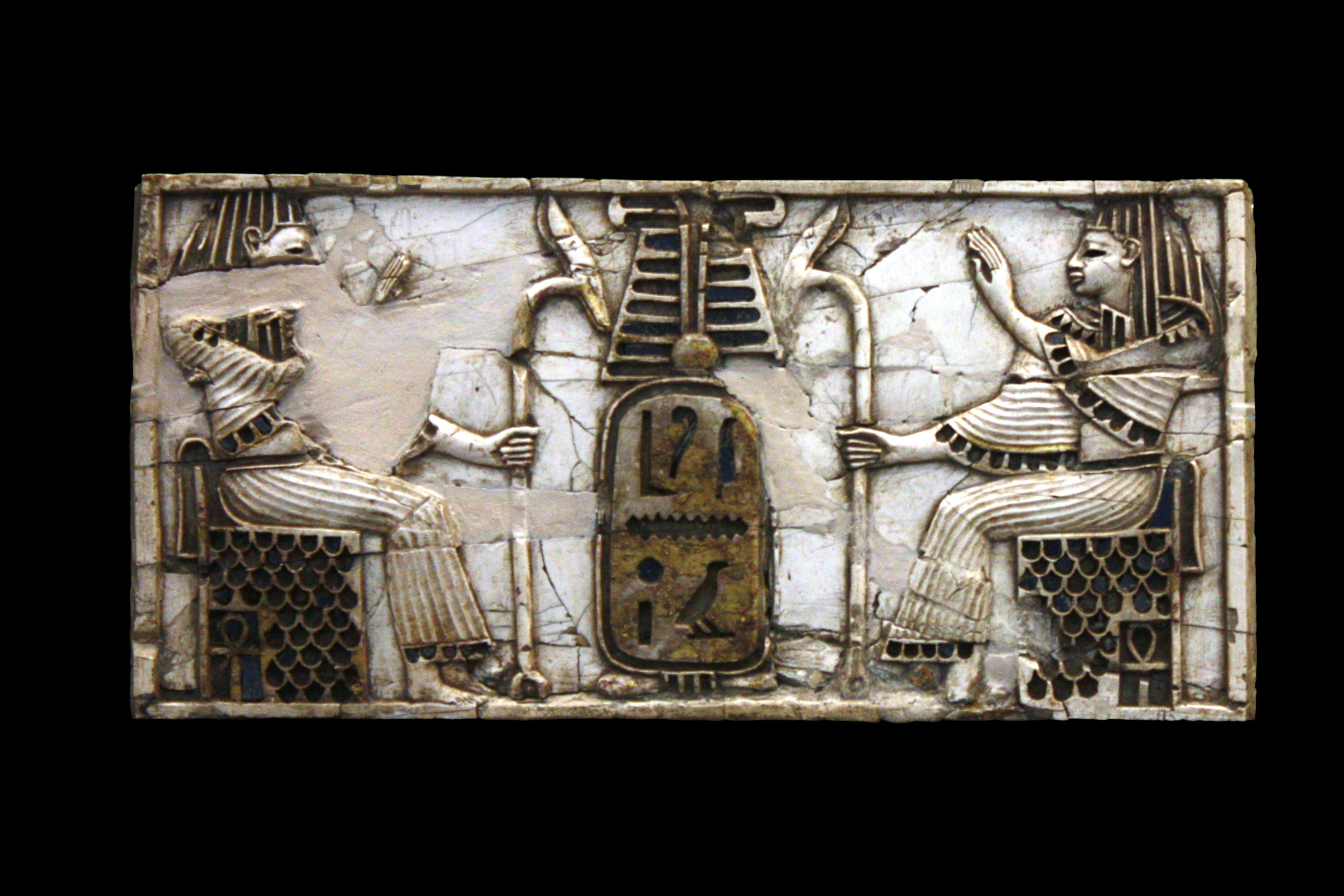
Objet phénicien reprenant des motifs égyptiens dans un but décoratif. Les hiéroglyphes du cartouche n'ont aucune signification. (British Museum).

Pour les articles homonymes, voir Appropriation.
L'appropriation culturelle désigne à l'origine l'utilisation d'éléments matériels ou immatériels d'une culture par les membres d'une autre culture, dont l'acquisition d'artefacts d'autres cultures par des musées occidentaux. Par la suite, le concept est utilisé par analogie par la critique littéraire et artistique, le plus souvent avec une connotation d'exploitation et de domination.
L'expression même d'« appropriation culturelle » est par ailleurs toujours employée pour dénoter de multiples formes de transmission et de redéfinition culturelle (par exemple en sociologie et en histoire rurale).
Depuis la fin des années 2000, avec le temps et le développement de disciplines critiques aux États-Unis, le deuxième sens se popularise et tend à s'importer dans les pays francophones. L'appropriation culturelle se réfère donc souvent aujourd'hui à l'idée que l'utilisation d'éléments d'une culture par les membres d'une culture « dominante » ou jugée néocoloniale serait intrinsèquement irrespectueuse,. L'extension de ce concept suscite des controverses et des débats de plus en plus fréquents entre ses partisans et ses critiques. Les partisans du concept affirment qu’il constituerait une forme d'oppression et de spoliation. La culture « minoritaire » se trouverait ainsi dépouillée de son identité, ou réduite à une simple caricature raciste,,,,.
Ses critiques voient dans l'utilisation polémique de ce concept une attitude politiquement correcte visant à entraver la liberté d'expression et de création. D'autres enfin considèrent qu'il est nécessaire de distinguer ce qui relève de l'utilisation nuisible (commerciale, malintentionnée ou stéréotypée) d'éléments culturels provenant de cultures historiquement dominées, et ce qui relève d'un phénomène historique et fructueux d'échanges interculturels.

## Vue d'ensemble

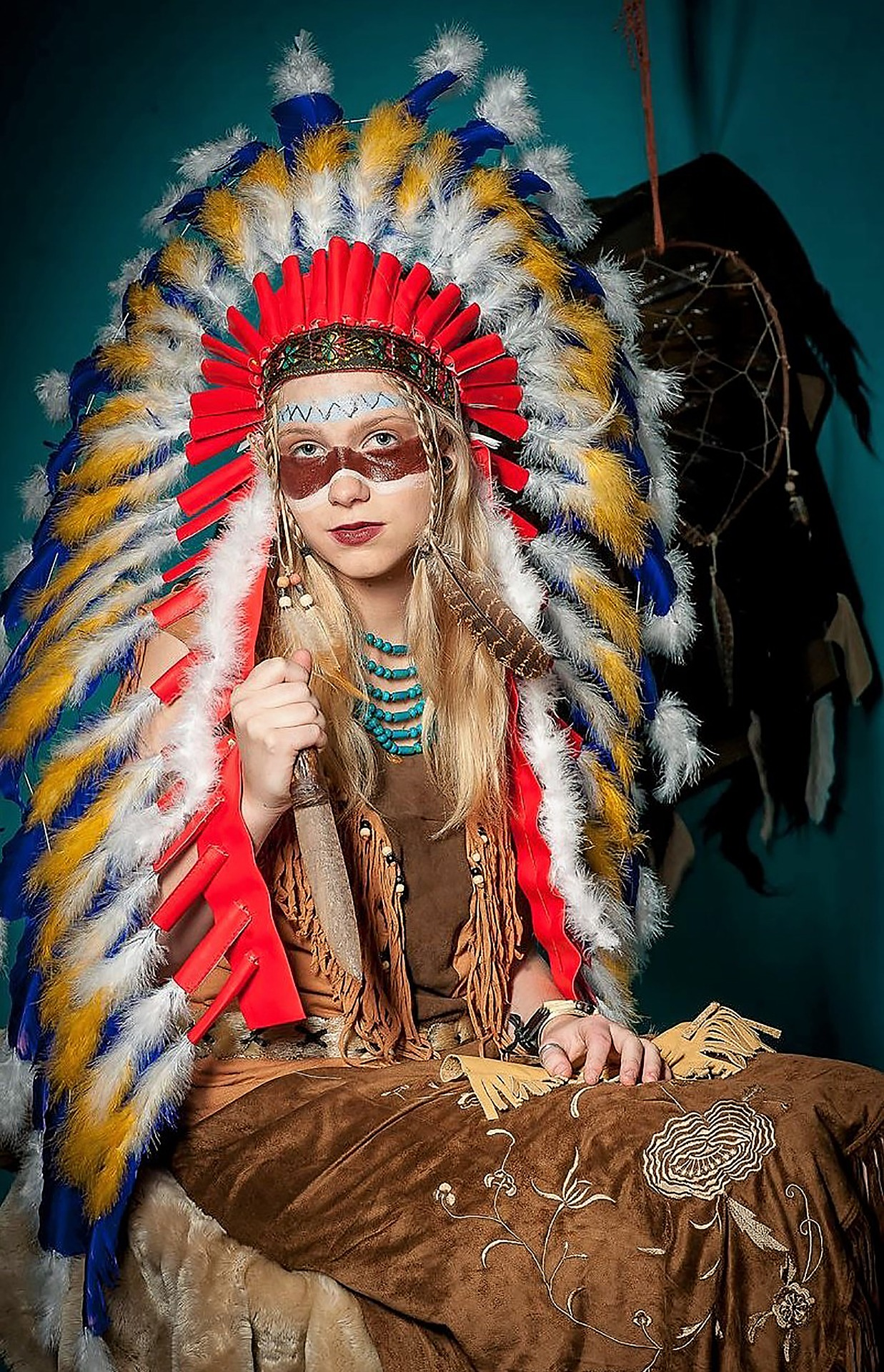
Photographie d'un mannequin blanc portant une tenue amérindienne.

L'appropriation culturelle intègre dans sa définition l'appropriation d'éléments matériels et immatériels tels que des symboles, des objets, des idées et/ou différents aspects d'une ou plusieurs cultures par un tiers. L'anthropologie étudie les différents procédés d'emprunt culturel, soit « l'appropriation » et l'échange culturel, comme étant une étape à part entière de l'évolution culturelle et du contact entre les différentes cultures.
Dans son application à des composants immatériels, le concept d'appropriation culturelle est sujet à controverse. Les partisans du concept d'appropriation culturelle considèrent que dans un certain nombre d’occurrences, l'emprunt est insensible, mal-intentionné ou ignorant quand la culture qui subit l'emprunt est celle d'une minorité culturelle, soumise ou non à une culture dominante sur un plan économique, social, politique ou militaire. L'appropriation culturelle peut également faire écho à d'autres types de griefs tels que la réminiscence de conflits historiques à caractère raciste. Cette méfiance à l'encontre de l'emprunt culturel s'illustre généralement dans le contexte nord-américain et plus largement dans le monde occidental anglophone. On pourra prendre pour exemple les différents cas dits d'appropriation de la culture afro-américaine et de la culture des amérindiens par la culture dominante héritée de la colonisation européenne. La distinction devient plus claire entre l'échange culturel qui se construit sur un « terrain commun » et l'appropriation qui implique l'emprunt déplacé, non autorisé ou indésirable d'éléments de la culture d'une minorité dite opprimée ; on parle également de « pillage culturel ».
L'un des exemples les plus communs d'emprunt culturel est l'emprunt sans réelle profondeur de l'iconographie, de l'art ou des symboles d'une culture. En conséquence, l'emprunt deviendrait, selon le concept d'appropriation culturelle, offensant pour la culture en question. Il est possible d'en observer plusieurs exemples dans l'environnement sportif nord-américain : les logos, mascottes et noms de certaines équipes sont directement tirés de la culture native-américaine. À l'échelle individuelle, l'explosion de l'industrie du tatouage a entraîné plusieurs tendances dans l'utilisation d'éléments culturellement chargés en signification : les symboles tribaux polynésiens, l'art celtique, les symboles chinois ou encore l'iconographie chrétienne. L'iconographie en question est parfois vidée de sa signification culturelle et adoptée pour des raisons purement esthétiques.
Certains cas d'échanges culturels peuvent entraîner une compréhension biaisée de l'apport d'une culture par des éléments faussement attribués ou revendiqués. Par exemple, quelques spécialistes de l'Empire ottoman et de l’Égypte ancienne réfutent certaines traditions architecturales longtemps considérées comme perses ou arabes alors qu'elles étaient d'origine ottomane et égyptienne.

### Conservatisme
Une autre vision de l'appropriation culturelle se dessine autour d'une certaine forme de conservatisme dont l'objectif initial est de s'opposer à toute forme d'interaction, d'échange et de partage culturels pour supposément préserver la culture en question. La fédération étudiante de l'université d'Ottawa a en ce sens banni la pratique du yoga au sein de son établissement, arguant qu'elle constituait une atteinte à la sacralité de cette discipline.

### Interculturalité
Ce concept entre directement en conflit avec la propension des cultures à se nourrir les unes des autres, faisant de ces dernières des matières mouvantes et malléables dans le temps. On parle alors d'interculturalité. À titre d'exemple, la saga américaine Star Wars s'est inspirée d'éléments de La Forteresse cachée d'Akira Kurosawa, elle-même inspirée d'éléments de l’œuvre de Shakespeare. Anne-Marie Thiesse relève que « l’État-nation est, dans l’histoire de l’humanité, la première forme d’organisation politique devenue norme mondiale », autrement dit, un révélateur de la « première mondialisation ».
Il importe alors de distinguer ce qui relève des « représentations stéréotypées et de l’exploitation commerciale des cultures minoritaires par des populations dominantes ou privilégiées » et ce qui résulte « d'imitations, emprunts et réinterprétations à l’origine de toutes cultures et [qui] en garantissent la vitalité », imitations et emprunts qui ont d'ailleurs toujours eu lieu dans les deux sens entre populations dominantes et dominées.

## Critiques du concept et de son utilisation
Les détracteurs du concept voient dans son utilisation polémique une forme du politiquement correct qui entraverait la liberté d'expression et de création. Ils soulignent les cas de censure et plaident pour un métissage des cultures plutôt qu'un multiculturalisme,,. Le 8 septembre 2016, la romancière Lionel Shriver prend ainsi publiquement position contre le concept d'appropriation culturelle lors d'un discours qui provoque la polémique.
Cette même année 2016, le militant communiste afro-américain Blake Nemo publie un article intitulé L’appropriation culturelle ou comment j’ai appris à arrêter de m’inquiéter et à aimer les tresses blondes. Il affirme :

« il n’y a en réalité aucune différence entre la commercialisation d’une culture par un indigène ou un « étranger », et il n’existe aucun argument concret avancé par la communauté de la justice sociale pour expliquer où se situerait la différence. En résumé, les Blancs portant des tatouages tribaux, que ces derniers soient réalisés par un artiste blanc ou par une personne d’origine maorie, font toujours preuve de mauvais goût. Toutefois, la pire conséquence induite par cette idée est la manière dont elle fait office de diversion vis-à-vis d’un problème plus urgent pour les personnes que ces militants essaient de protéger, à savoir la stratification sociale. »

Pour le critique et historien de la littérature William Marx, « le prétendu délit d’appropriation culturelle n’est qu’une arme au service de la limitation de la liberté de pensée ».
Selon Jérôme Blanchet-Gravel :

« Il est évident que le concept d'appropriation culturelle comporte une certaine affinité avec les théories différentialistes héritées de l'extrême droite. Le concept refuse non seulement le métissage dans ce qu'il a de plus universel, mais il représente aussi la totale négation des passerelles interculturelles censées régir la vie en société en ce début de XXIe siècle. »

John McWhorter, professeur à l'université de Columbia, écrit en 2014, que l'appropriation culturelle et les influences réciproques sont des choses généralement positives et qu'elles se produisent généralement par admiration des cultures imitées et sans intention de nuire. Il fait également valoir que le terme spécifique « appropriation », qui peut signifier le vol, est trompeur lorsqu'il est appliqué à quelque chose comme la culture qui n'est pas considérée par tous comme une ressource limitée.
En 2016, l'autrice Lionel Shriver fait valoir le droit des auteurs issus d'une majorité culturelle à écrire avec la voix d'une personne issue d'une minorité culturelle, en s'attaquant à l'idée que cela constitue une appropriation culturelle. En se référant à une affaire dans laquelle des étudiants américains avaient fait l'objet de mesures disciplinaires pour avoir porté des sombreros lors d'une « soirée tequila », elle a déclaré : « La morale des scandales des sombreros est claire : vous n'êtes pas censé vous mettre dans les chaussures des autres et essayer leurs chapeaux. Pourtant, c'est ce pour quoi nous sommes payés, n'est-ce pas ? »,. Lors de la remise du Booker Prize 2019, Bernardine Evaristo a rejeté le concept d'appropriation culturelle, déclarant qu'il est ridicule d'exiger des écrivains qu'ils « n'écrivent pas au-delà de leur propre culture ».
En 2017, le psychologue canadien Jordan Peterson qualifie l'appropriation culturelle de « non-sens » et affirme qu'à l'exception du vol, « il n'y a pas de différence entre l'appropriation culturelle et l'apprentissage mutuel ».
Pour Kenan Malik, écrivain, maître de conférence et animateur radio britannique d'origine indienne, « Le terme même d’appropriation culturelle est inapproprié. Les cultures ne fonctionnent pas par appropriation mais par interaction désordonnée. Les écrivains et les artistes, voire tous les êtres humains, participent nécessairement aux expériences des autres. Personne ne possède de culture, mais tout le monde en habite une (ou plusieurs), et en habitant une culture, on trouve les outils pour tendre la main à d’autres cultures ».
Selon les sociologues Bradley Campbell et Jason Manning, le concept d'appropriation culturelle fait partie de la nouvelle culture morale qu’est la culture victimaire. Selon eux, la critique d’appropriation culturelle est une morale inégalitaire et à rebours, pour laquelle ce qui a toujours été vertu devient vice,.
En 2018, le chroniqueur conservateur Jonah Goldberg décrit l'appropriation culturelle comme une chose positive et considère que le concept négatif est le produit du désir de se poser en victime.

## Appropriation culturelle dans le monde

### France
En France, la notion d'appropriation culturelle commence à être débattue dans la seconde partie des années 2010,,.

### Québec

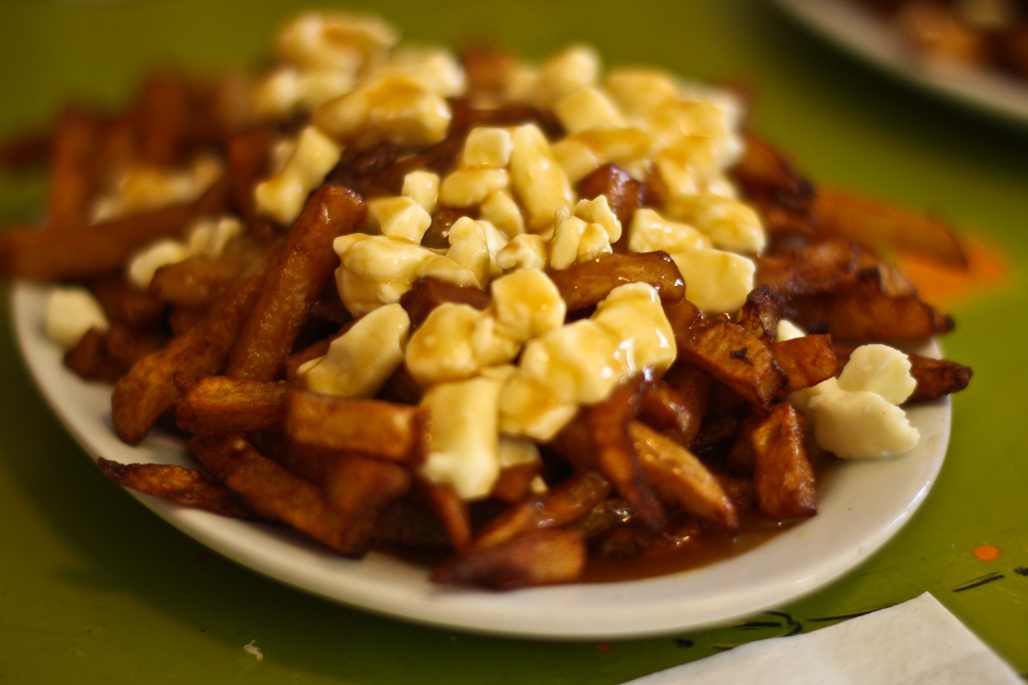
Mathieu Charlebois a accordé de nombreuses entrevues sur le phénomène d'appropriation et de « canadianisation » de la poutine,,.

Au Québec l'appropriation culturelle est beaucoup plus l'objet de débat qu'en France, vu la proximité géographique et culturelle avec les États-Unis. L'opposition à l'appropriation culturelle se fait particulièrement entendre dans les sphères anglophones, jeunes, citadines et étudiantes. Elle conduit aussi parfois à des tensions entre la gauche traditionnelle et de nouveaux militants,,. Après l'annulation d'un spectacle de Robert Lepage au festival de jazz à Montréal en juillet 2018 du fait d'accusation d'appropriation culturelle, le Parti québécois a pris la défense du metteur en scène.
L'idée selon laquelle Robert Lepage aurait adopté un comportement relevant de l'appropriation semble alimentée – en tout ou en partie – par le postulat qu'il n'est ni Noir ni servo-descendant. Or, de forts contre-arguments contre cette thèse existent. En effet, de nombreux Canadiens français sont aussi servo-descendants. Ce sont eux qui sont les seuls descendants des Noirs ayant connu la servitude dans l'actuel territoire du Canada français, comme le rappelle l'historien Frank Mackey (car l'esclavage s'est pratiqué dans l'actuel territoire du Canada aussi). Qui plus est, il est avéré que des membres de la famille Lepage sont servo-descendants. Robert Lepage pourrait donc être l'un d'eux. Finalement, rappelons l'existence de la règle de la goutte de sang, qui explique par exemple qu'on présente des célébrités comme Meghan Markle comme des personnes noires quand elle n'en ont pas l'apparence.

## Exemples

### Art, iconographie et ornements
Un exemple courant de ce qui est considéré comme de l'appropriation culturelle est l'adoption de l'iconographie d'une autre culture, et son utilisation à des fins non envisagées, voire offensantes, aux yeux de la culture d'origine. Ce type de situation inclut les équipes de sports faisant usage de noms ou images tribales amérindiennes en tant que mascotte ; l'utilisation de symboles métaphysiques hors de leur contexte d'origine tels que le yin et yang ; l'inspiration tirée de l'iconographie d'autres cultures, tels les tatouages polynésiens tribaux, les sinogrammes ou l'art celte[réf. souhaitée]. Les partisans du concept d'appropriation culturelle avancent que certains membres de la culture originelle pourraient être offensés de voir son iconographie séparée de son contexte culturel. Ses critiques argumentent qu'il peut être bénéfique pour une culture appropriée de voir son imagerie se propager et se perpétuer.
En Australie, des artistes aborigènes ont discuté la possibilité d'une « marque d'authenticité », afin de s'assurer que les consommateurs soient au courant des œuvres d'art prétendant à de fausses significations aborigènes,. Le mouvement pour une telle mesure a pris de l'ampleur après la condamnation en 1999 de John O'Loughlin pour la vente frauduleuse d’œuvres décrites comme aborigènes mais peintes par des artistes non-indigènes.
Historiquement, une partie des cas les plus ardemment débattus d'appropriation culturelle se sont tenus là où les échanges culturels sont les plus importants, tel que le long des routes de commerce en Asie du Sud-Ouest, et en Europe du Sud-Est. Une partie des experts de l'Empire ottoman, et de l'Égypte antique argumentent que des traditions architecturales ottomanes et égyptiennes ont longtemps été erronément attribuées et acclamées comme étant perses ou arabes.

### Cas amérindien
Du fait des fréquents échanges entre populations amérindienne et européenne-américaine – dont la population actuelle est parfois jugée comme néo-colonisatrice – la question de la considération du patrimoine culturel amérindien en tant que propriété intellectuelle indigène est fréquente.
Il convient de noter cependant que le premier usage du concept d'« appropriation culturelle » vient des Américains s'indignant de la façon dont les Amérindiens portaient les vêtements qu'ils leur achetaient.

#### Réactions
Certaines tribus considèrent l'appropriation de la spiritualité amérindienne comme illégitime. Ainsi en 1993, quelques tribus dans la zone du Dakota ont publié la Déclaration de guerre contre les exploiteurs de la spiritualité lakota (en anglais, Declaration of War Against Exploiters of Lakota Spirituality). Celle-ci inclut le passage suivant :

« Nous affirmons une position de tolérance zéro pour tout « shaman de l'homme blanc » s'élevant du sein de nos propres communautés afin d'« autoriser » l'expropriation de nos rites cérémonieux par des non-Indiens ; de tels shamans de plastique sont les ennemis des peuples du Lakota, du Dakota, et du Nakota. »

Plusieurs Amérindiens ont critiqué ce qu'ils jugent être l'appropriation de leur hutte à sudation et de leur quête de vision par des non-Amérindiens, et par des tribus n'ayant pas ces pratiques originellement. Ils affirment aussi qu'il y a de plus grands risques avec ces cérémonies quand pratiquées par des non-Amérindiens, en se référant à des morts ou blessures en 1996, 2002, 2004, et plusieurs morts en 2009,,,.
En 2015, un groupe d'universitaires et écrivains amérindiens a publié une déclaration contre la Rainbow Family, dont les actes d'« exploitation culturelle […] nous déshumanisent en tant que nation indigène car ils impliquent que notre culture et humanité, comme notre terre, est à la portée de tout le monde ».

### Cas afro-américain
Le phénomène de populations blanches adoptant des éléments de culture noire a été présente au moins depuis que l'esclavage fut aboli dans le monde occidental. Une des premières formes de ce phénomène fut l'apparition de musiciens blancs dans les scènes jazz et swing au début du XXe siècle[réf. souhaitée]. On peut ensuite l'apercevoir dans le mouvement hipster des années 40, puis dans le blue-eyed soul des années 60, puis le hip-hop des années 80-90. En 1993, un article dans le journal britannique The Independent décrit le phénomène d'enfants blancs de classe moyenne qui étaient des « wannabe Blacks » — « je-veux-être Noir », « wannabe » exprimant moqueusement l'idée de quelqu'un qui essaie de manière non naturelle, ou donnant un résultat bizarre ou sonnant faux.
Cette appropriation fonctionne aussi pour les Noirs américains qui s’approprieraient la culture d'une communauté africaine.

#### Coiffures afro
Le port de coiffures afro comme les cornrows par des personnes qui ne sont pas Noires est sujet à débat aux États-Unis dans les années 2010. En mars 2016 paraît une vidéo où l'on peut voir une étudiante de l'Université d'État de San Francisco attaquer physiquement un autre étudiant, Blanc, pour avoir porté des dreadlocks. En 2016, la femme d'affaires et influenceuse blanche Kylie Jenner est violemment critiquée pour sa coiffure sur les réseaux sociaux par l'actrice métisse Amandla Stenberg (réalisatrice en 2015 du court métrage Do not Cash Crop My Cornrows) : « Quand tu t’appropries certaines caractéristiques des Noirs mais que tu n'utilises pas ton pouvoir pour aider les Noirs-Américains ; que tu attires l’attention sur tes perruques et non sur les violences commises par la police ou sur le racisme. #Lesblancheslefontmieux ». En 2017, la chanteuse Demi Lovato se voit elle aussi accusée d'appropriation culturelle pour s'être coiffée de dreadlocks, de même qu'en 2019 la ministre suédoise Amanda Lind, qui porte des dreadlocks depuis une vingtaine d’années.
Dès 1979, la mannequin et actrice américaine blanche Bo Derek portait des tresses de style afro-américain dans le film Elle de Blake Edwards, déclenchant un phénomène de mode autour de cette coiffure qui sera aussi portée en France par la chanteuse Bambou.

#### Réactions
Le terme wigger (aussi épelé « wigga ») est un terme d'argot désignant une personne blanche qui adopte les manières, le langage, et la mode associés à la culture afro-américaine, particulièrement le hip hop et en Grande-Bretagne la scène grime ; le terme implique souvent que l'imitation est plutôt mauvaise, mais normalement avec sincérité plutôt qu'avec une intention moqueuse,,. Wigger est un mot-valise de « white » et « nigger » ou « nigga », et le mot similaire wansta, mot-valise de « wannabe » ou « white » et « gangsta ». « Wigger » peut être péjoratif, renvoyant à des stéréotypes de culture afro-américaine, noire britannique ou « blanche », se référant en général à white trash. Le terme est parfois utilisé par des Afro-Américains offensés par ce qu'ils estiment être une dégradation de leur culture par les wigga.

### Costumes
En Amérique du Nord, il n'est pas rare de voir lors de fêtes étudiantes ou d'Halloween des personnes arborer, en tant que déguisement, des éléments d'autres cultures,, : sombreros, boubous, kaftans, etc.

#### Réactions
La question des costumes conduit régulièrement à des controverses médiatiques et est alimentée notamment par certaines fêtes étudiantes comportant des éléments racistes. Il est difficile de trouver une mention de fête costumée comportant des éléments empruntés n'ayant pas entraîné une polémique,,,.
Certains appuient qu'il est nécessaire de différencier caricature raciste et appropriation culturelle, et qu'en ce sens critiquer la seconde par le biais de la première est une erreur.

## Polémiques
- En juillet 2015, le musée des Beaux-Arts de Boston annule une exposition consacrée au kimono après avoir été accusé de « racisme » et d'« appropriation culturelle » sur les réseaux sociaux et par des manifestants protestant dans le musée. L'évènement était décrit par les protestataires comme une « insulte (…) pour nos identités, expériences et histoires en tant qu'Asiatico-américains en Amérique qui affecte la façon dont toute la société continue de nous enfermer dans des stéréotypes et d'ignorer nos voix »[72],[73]. Des voix, notamment du Japon, se sont élevées contre la manifestation, se réjouissant qu'une « exposition partage la culture japonaise avec la communauté »[74].
- En novembre 2015, une université canadienne annule un cours de yoga après des plaintes accusant le cours d'« insensibilité culturelle ». Certains étudiants étaient préoccupés par le fait que le yoga était originaire d'une culture « ayant vécu l'oppression, un génocide culturel et des diasporas causées par le colonialisme et la suprématie occidentale »[75]. Certains Indiens pratiquants ont argumenté qu'il n'y a rien de mal à s'approprier le yoga[76],[77].
- En mars 2016, deux étudiants encourent une procédure d'exclusion de l'université de Bowdoin pour avoir assisté à une fête d'anniversaire où certains participants portaient des sombreros et pour avoir utilisé le mot « fiesta » dans leurs cartes d'invitation. Le conseil étudiant de l'université publie une « déclaration de solidarité » pour soutenir tous les étudiants qui ont été heurtés et affectés par l'incident de la fête, et qui stipule que la fête était un acte d'« appropriation culturelle qui crée un environnement où les étudiants de couleur, particulièrement les Latinos, et spécialement les Mexicains, ne se sentent pas en sécurité »[78].
- En septembre 2016, Disney est accusé d'« appropriation culturelle » et d'« irrespect » pour avoir commercialisé un déguisement à l'effigie du héros Maui du film Vaiana, reprenant des tatouages polynésiens. Devant la polémique, Disney retire le costume de la vente[79].
- En octobre 2016, une représentation de l'opéra Aida de Verdi à l'université de Bristol a été annulée, à la suite de plaintes d'étudiants accusant l'opéra d'appropriation culturelle, au motif que des acteurs blancs devaient interpréter des personnages égyptiens et éthiopiens[80].
- En décembre 2016, le comédien Rob Schneider a été accusé d'« appropriation culturelle » pour avoir cuisiné une paella dans un plat en verre, un acte qualifié d'« insulte »[81].
- En janvier 2017, un entrepreneur indépendant coiffant des personnes blanches de dreadlocks a été la cible sur internet de milliers d'attaques en provenance d'internautes l'accusant d'appropriation culturelle, arguant que « les dreadlocks font partie de la culture noire et ne devraient pas être portés par des personnes non-noires »[82],[83].
- La chanteuse Katy Perry rencontre de vives critiques en 2014 à cause de la tenue de geisha qu'elle arbore lors d'un concert[84], puis en avril 2017 pour avoir posté une image de la déesse Kali sur son compte Instagram[85] et également en raison de sa nouvelle coiffure[86].
- En mai 2017, un rédacteur du magazine The Writers' Union of Canada est forcé de démissionner après avoir signé une tribune dans laquelle il déclare ne « pas croire en l'appropriation culturelle », dans laquelle il encourage les écrivains à écrire sur des sujets avec lesquels ils ne sont pas familiers et à créer des personnages qui ne leur ressemblent pas. Cette tribune a déclenché une polémique, poussant le magazine à présenter ses excuses[87],[88].
- Le même mois, Chanel suscite un débat autour de son boomerang de luxe, accusé de manquer de respect à la culture aborigène[89].
- Un fast-food spécialisé dans les burritos, dont les propriétaires étaient blanches, est contraint de fermer après avoir été accusé de voler la culture mexicaine[90].
- En mai 2018, Nikita Dragun, une youtubeuse américaine, d'origine mexicaine et vietnamienne, née en Belgique et élevée aux États-Unis, fait l'objet d'accusation d'appropriation culturelle après avoir mis en ligne sur Instagram des photos où on la voit portant des dreadlocks roses tandis qu'elle mange de la barbe à papa dans le quartier de Harajuku, à Tokyo[91].
- Le même mois, la gagnante de l'Eurovision 2018, l'Israëlienne Netta Barzilai est accusé par des internautes occidentaux d'appropriation culturelle en s'habillant d'un kimono et utilisant des maneki neko en décor[92], mais aussi de racisme en usant un maquillage rappelant un yellowface[93].
- En juillet 2018, le festival de Jazz de Montréal annule un spectacle de chant sur l'esclavage — SLĀV — accusé d'« appropriation culturelle » car les interprètes étaient majoritairement blancs[42]. La directrice du théâtre dans lequel était organisé le spectacle, déclara « il y aura un avant et un après SLĀV »[94].
- En 2018, la chanteuse Rosalía est au cœur d'une polémique liée à l'appropriation culturelle car elle est accusée de reprendre les codes du flamenco dans sa musique et sa danse alors qu'elle n'est « ni gitane ni andalouse ». Son album intitulé El mal querer a pour thème une relation amoureuse toxique inspirée d'un roman en occitan anonyme du xvie siècle, Flamenca.
- En octobre 2018, à l'occasion de Halloween, la marque Fashion Nova est accusée par des internautes d'appropriation culturelle pour avoir mis en vente un costume de geisha[95].
- En mai 2019, la marque Gucci est accusée d'appropriation culturelle en mettant en vente un turban sikh comme accessoire de mode[96].
- En 2020, Jeanine Cummins, auteure d'American Dirt, un thriller racontant l'épopée d'une libraire mexicaine et de son fils migrant aux États-Unis pour échapper aux cartels, fait l'objet d'une forte polémique. Ses contempteurs, majoritairement des critiques latino-américains, jugent qu'une grand-mère portoricaine et un époux européen un temps sans papiers ne l'autorisent pas à « se mettre dans la peau » d'une mexicaine clandestine. Une centaine d'écrivains signent une pétition pour demander à la star de la télévision Oprah Winfrey de retirer le livre de sa liste de recommandations, et l'éditeur annule la tournée de promotion prévue[97].
- En janvier 2021, Kim Kardashian est accusée d'appropriation culturelle par des internautes à l'égard du Japon, ayant donné à sa nouvelle ligne de lingerie gainant le nom de « Kimono », alors que ce terme désigne le vêtement traditionnel japonais[98]. Face au tollé sur les réseaux sociaux, où Kim Kardashian est accusée d'appropriation culturelle, elle annonce sur Twitter qu'elle rebaptise sa marque de lingerie Skims[99].